# 잭 린치

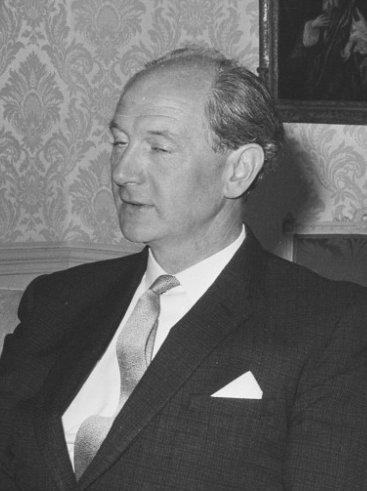
잭 린치

존 메리 "잭" 린치(영어: John Mary "Jack" Lynch, 1917년 8월 15일 코크주 ~ 1999년 10월 20일 더블린)는 아일랜드의 정치인이다. 소속 정당은 피어너 팔이다.

## 생애
1948년 2월부터 1981년 6월까지 아일랜드 하원 의원(타흐터 달러)을 역임했다. 1957년 3월 20일부터 1957년 6월 26일까지 아일랜드 공동체·지방부 장관을 역임했고 1957년 3월 20일부터 1959년 6월 23일까지 아일랜드 교육부 장관을 역임했다. 1959년 6월 23일부터 1965년 4월 21일까지 아일랜드 산업·통상부 장관을 역임했으며 1965년 4월 21일부터 1966년 11월 10일까지 아일랜드 재무부 장관을 역임했다.
1966년 11월 10일부터 1979년 12월 9일까지 피어너 팔 대표를 역임했으며 1973년 3월 14일부터 1977년 7월 5일까지 아일랜드 하원(달 에런)의 원내 야당 대표를 역임했다. 1966년 11월 10일부터 1973년 3월 14일까지, 1977년 7월 5일부터 1979년 12월 11일까지 아일랜드의 총리(티셔흐)를 역임했다.